# Ulica Grodzka we Wrocławiu

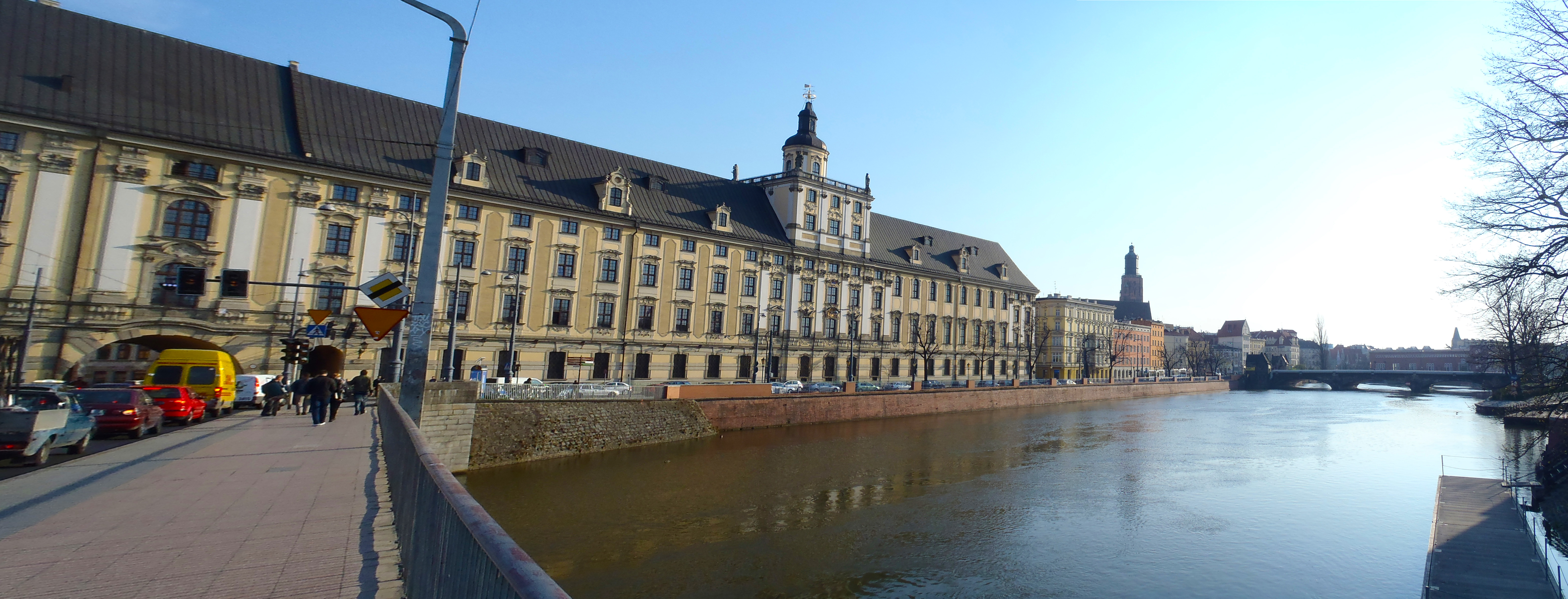
Odcinek zachodni, widok z Mostu Uniwersyteckiego

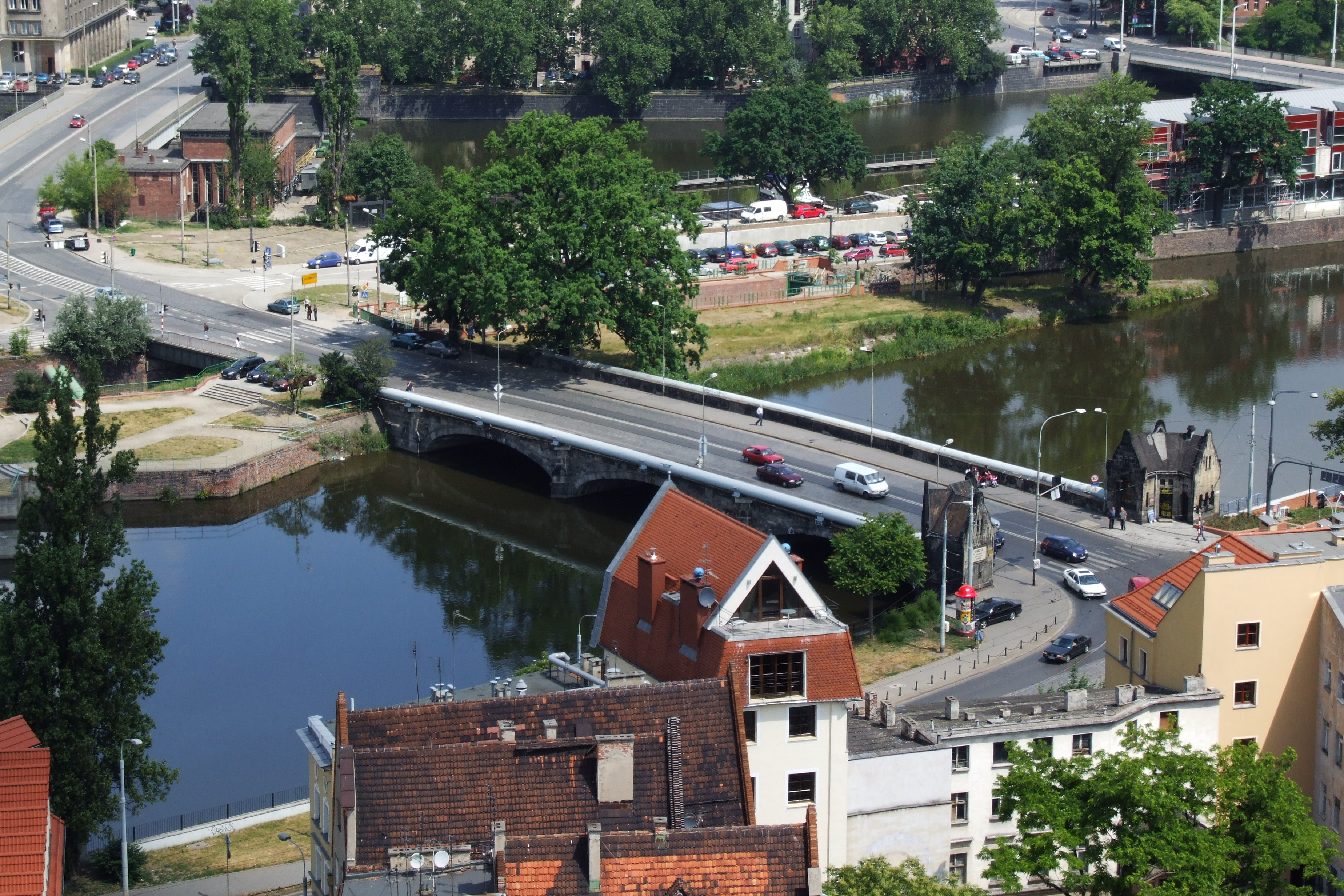
Mosty Pomorskie

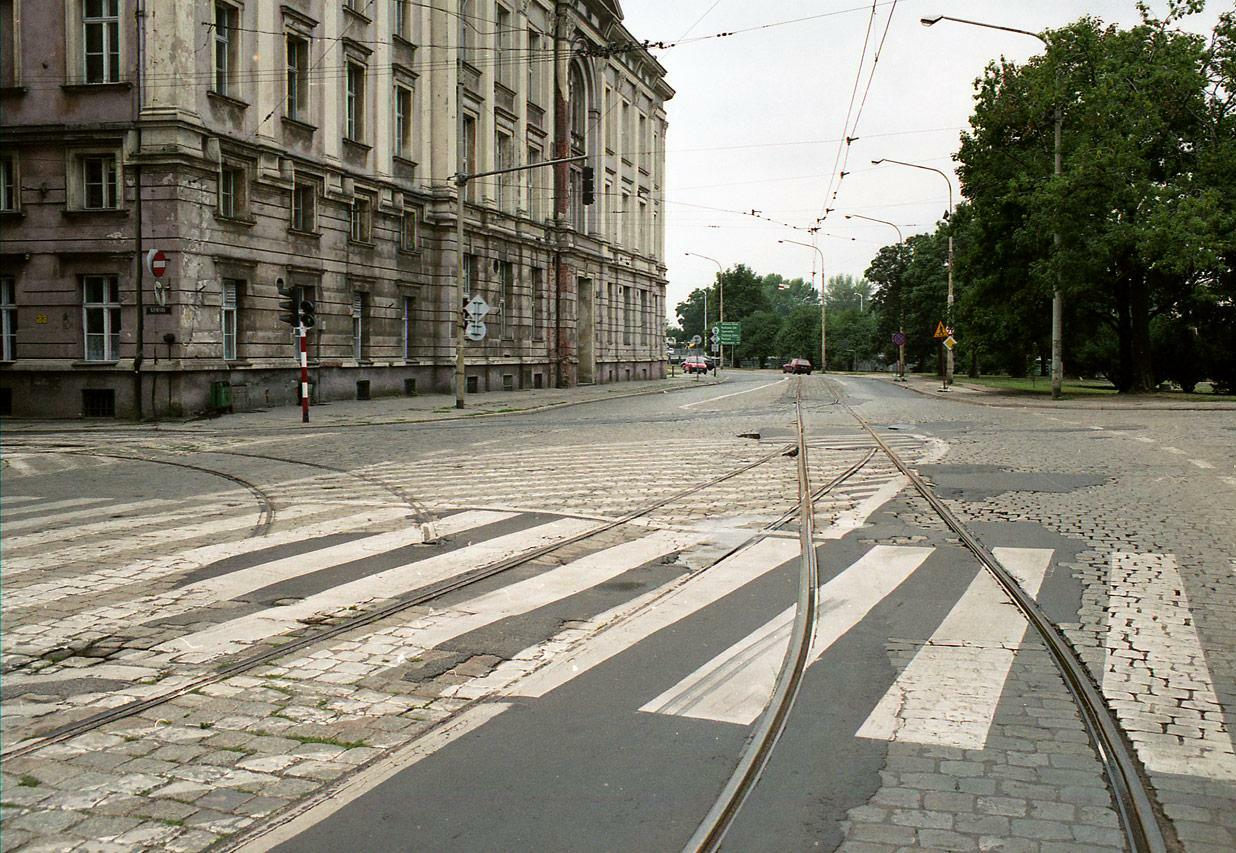
Skrzyżowanie z ul. Szewską przed remontem

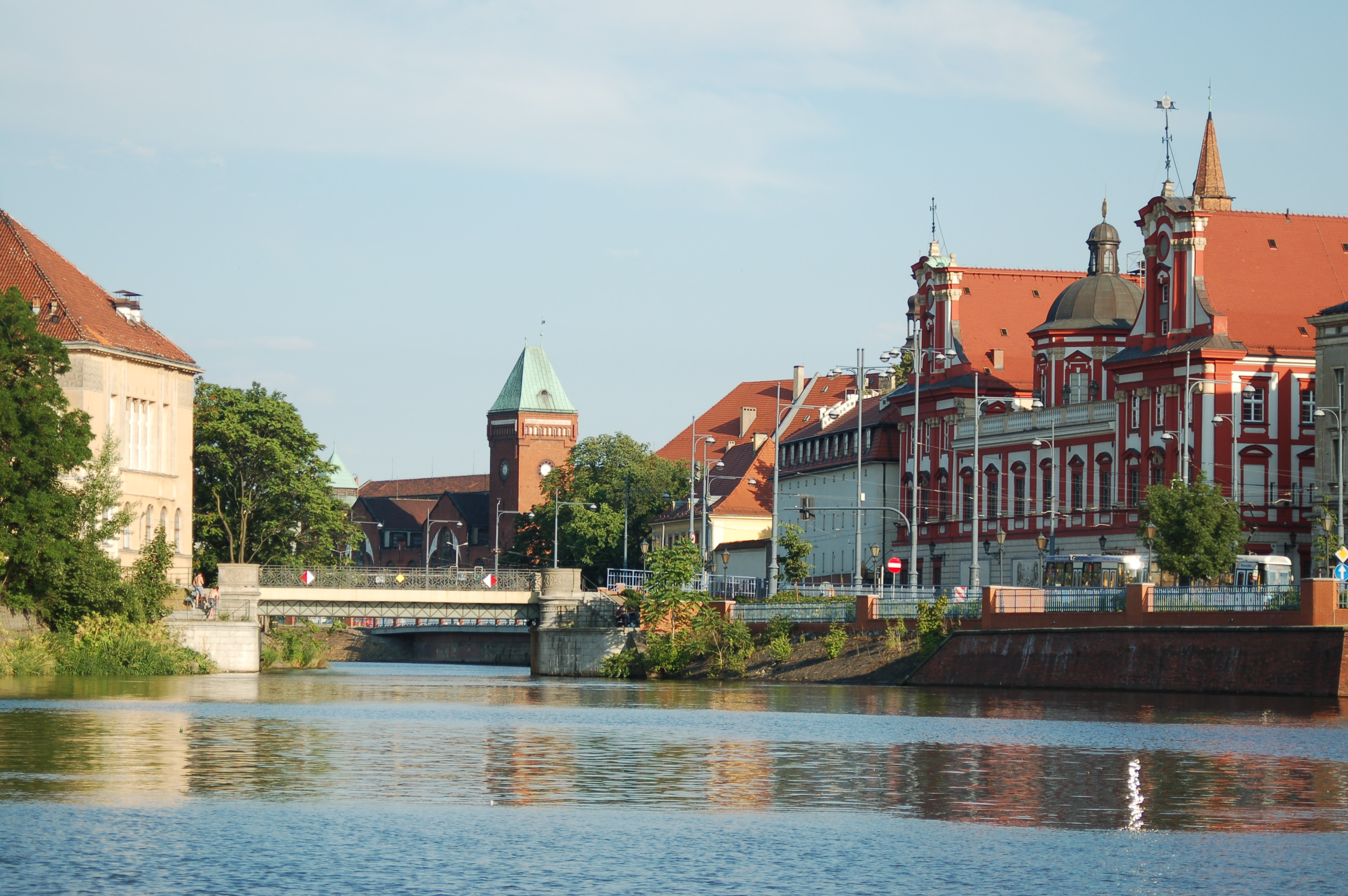
Tamka, most św. Macieja, po prawej Ossolineum

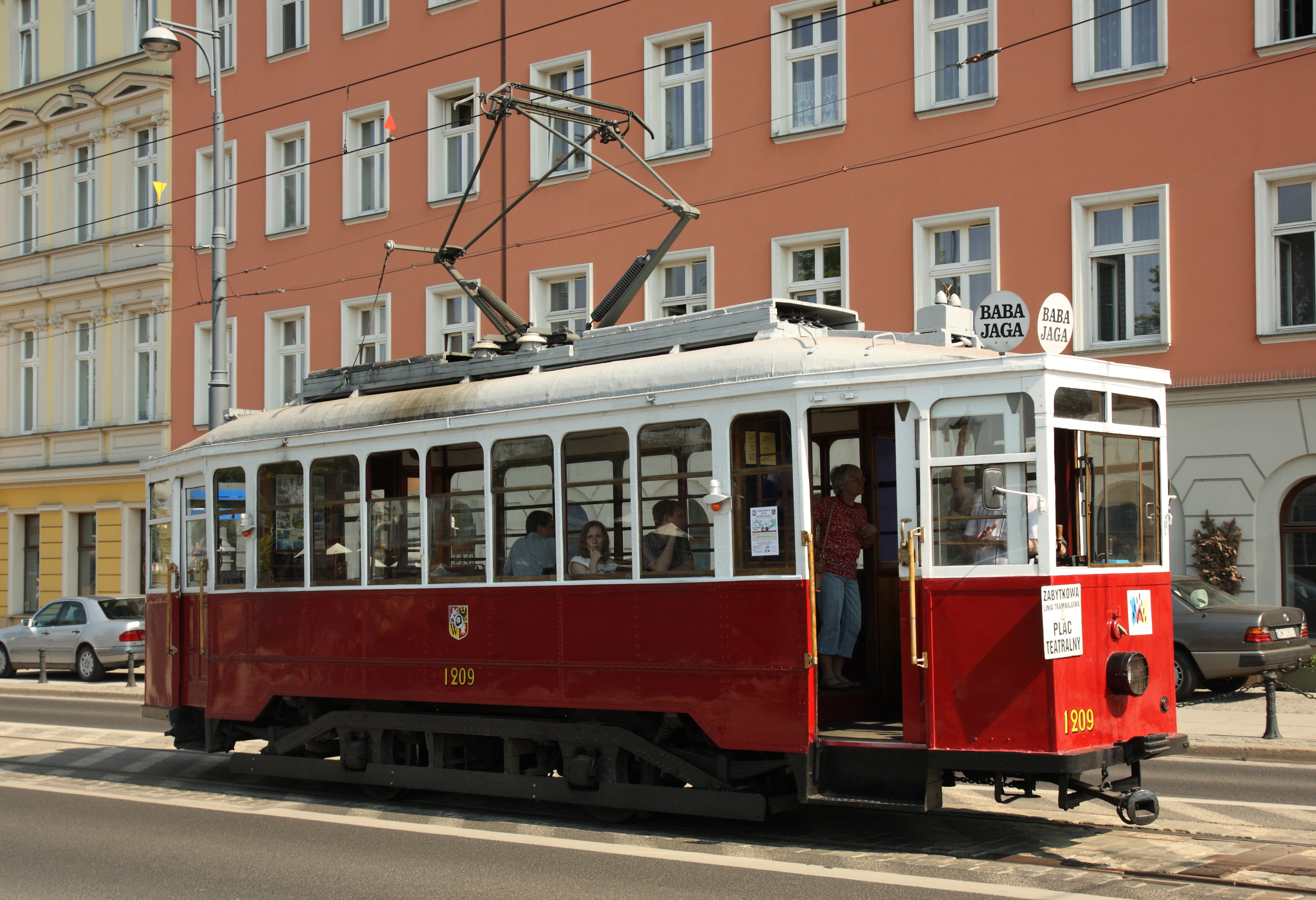
Tramwaj turystyczny na ul. Grodzkiej

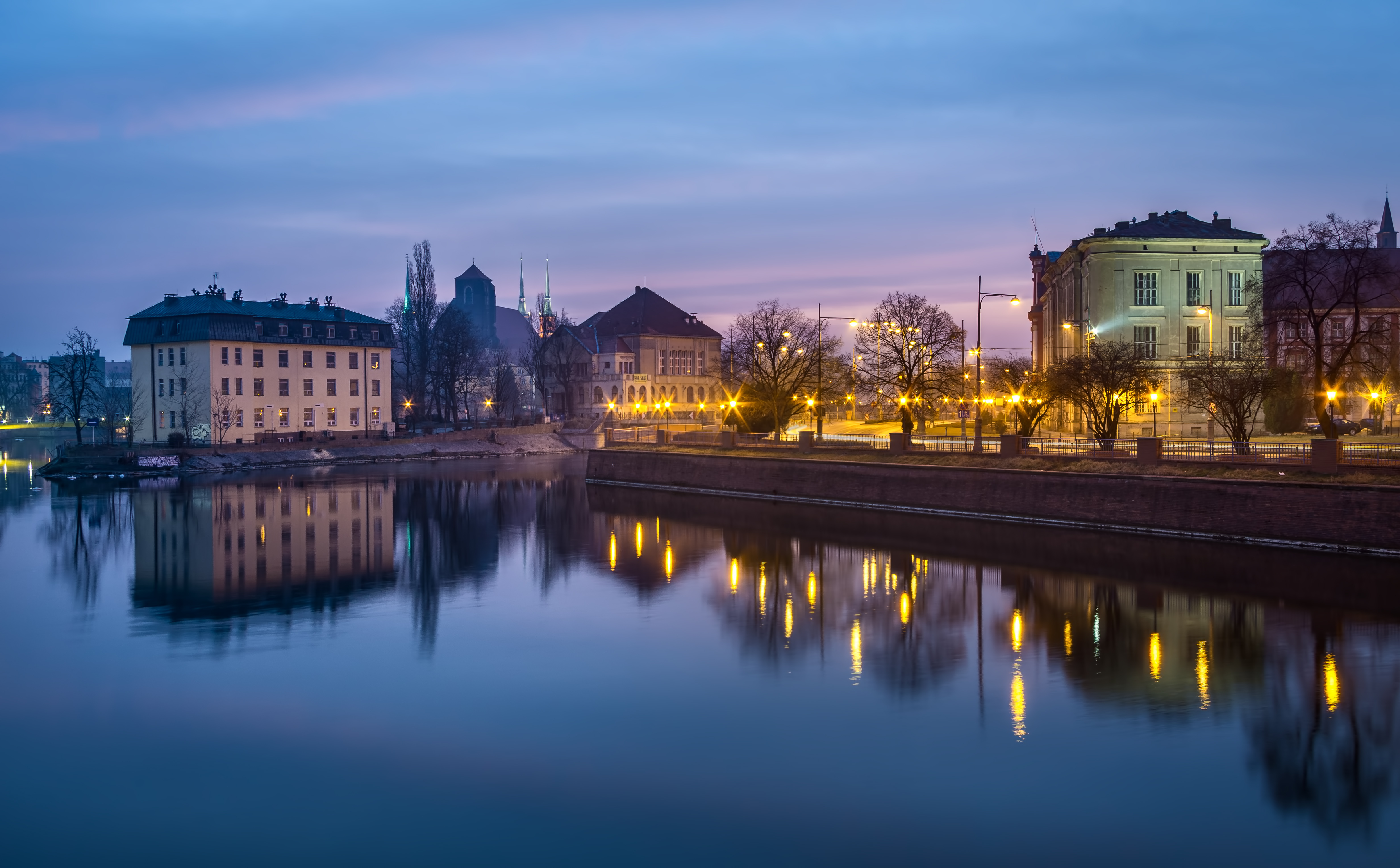
Tamka, po prawej dawny bud. farmacji

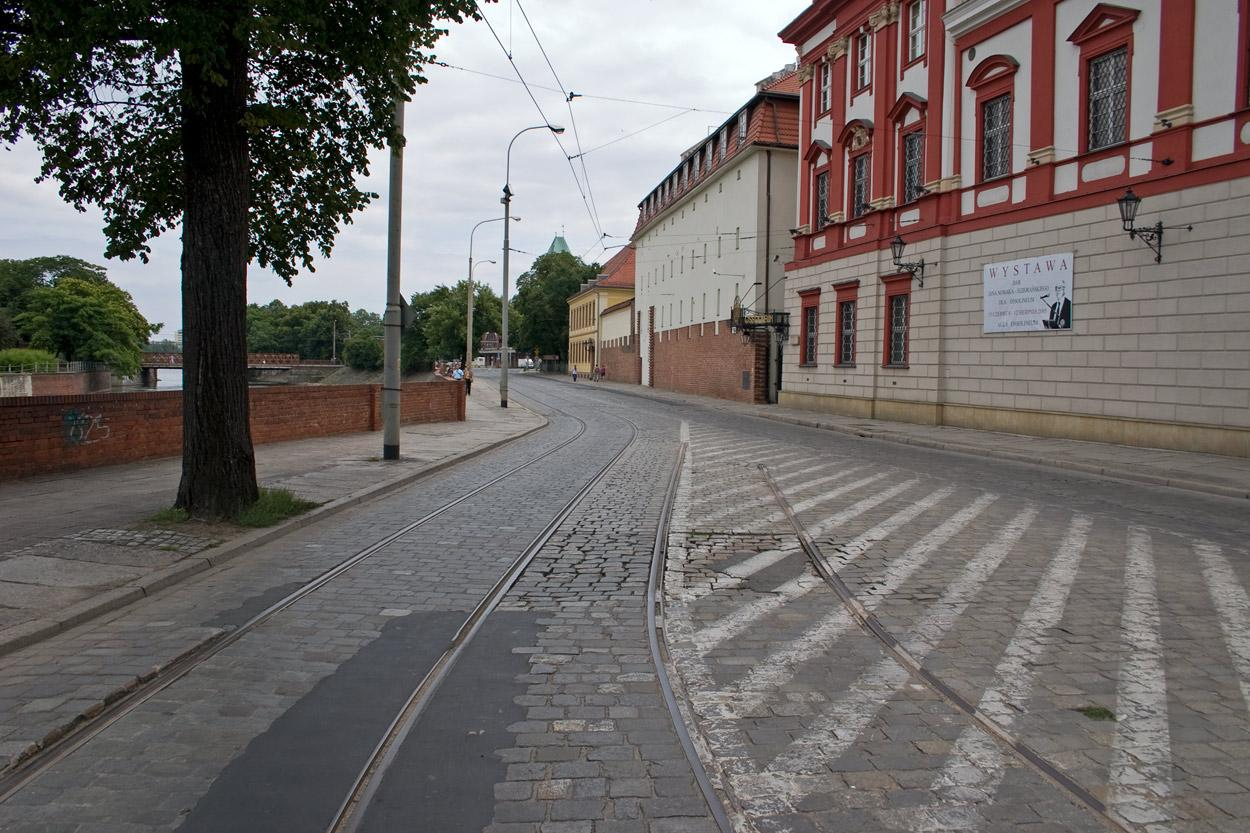
Odcinek wschodni, po prawej początek Zułku Ossolińskich

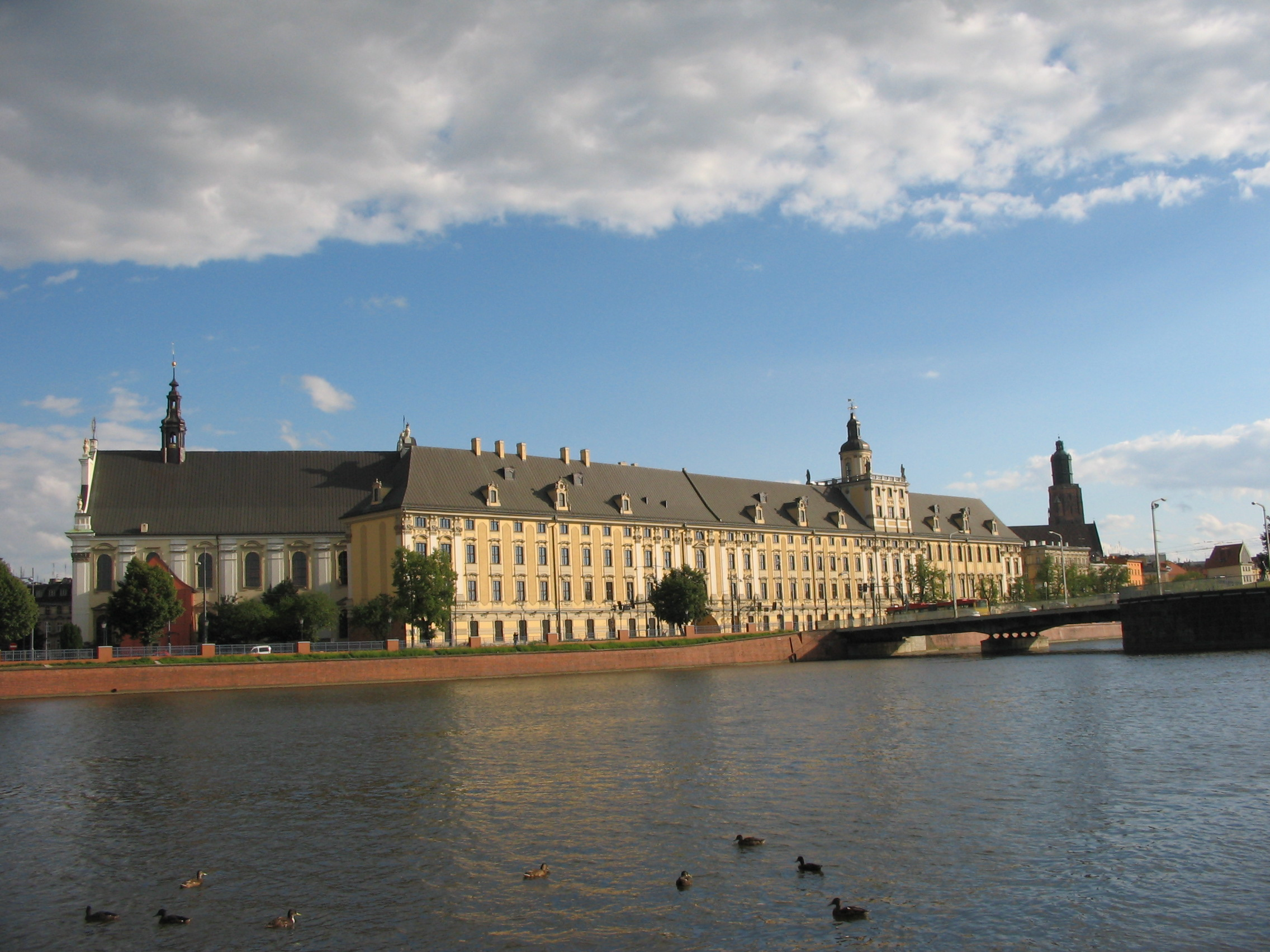
Most Uniwersytecki, Kościół i Gmach Uniwersytetu

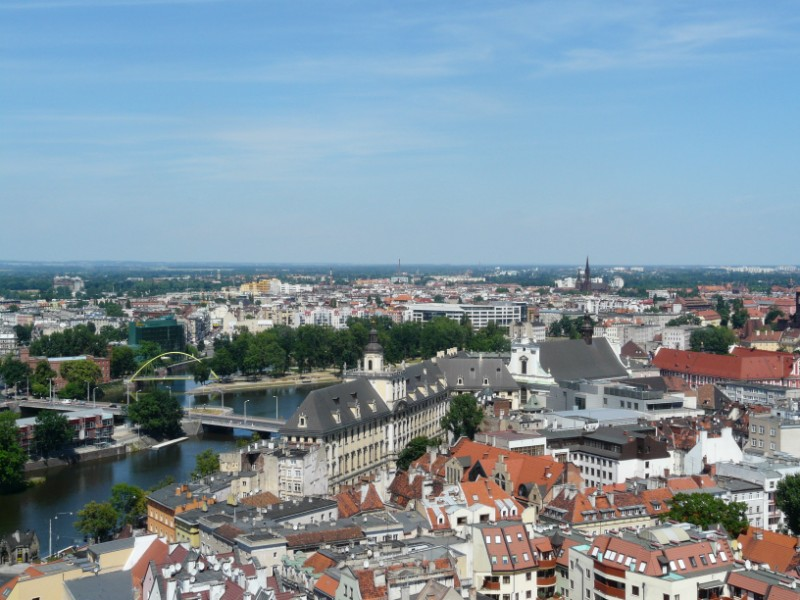
Śródmiejski Węzeł Wodny

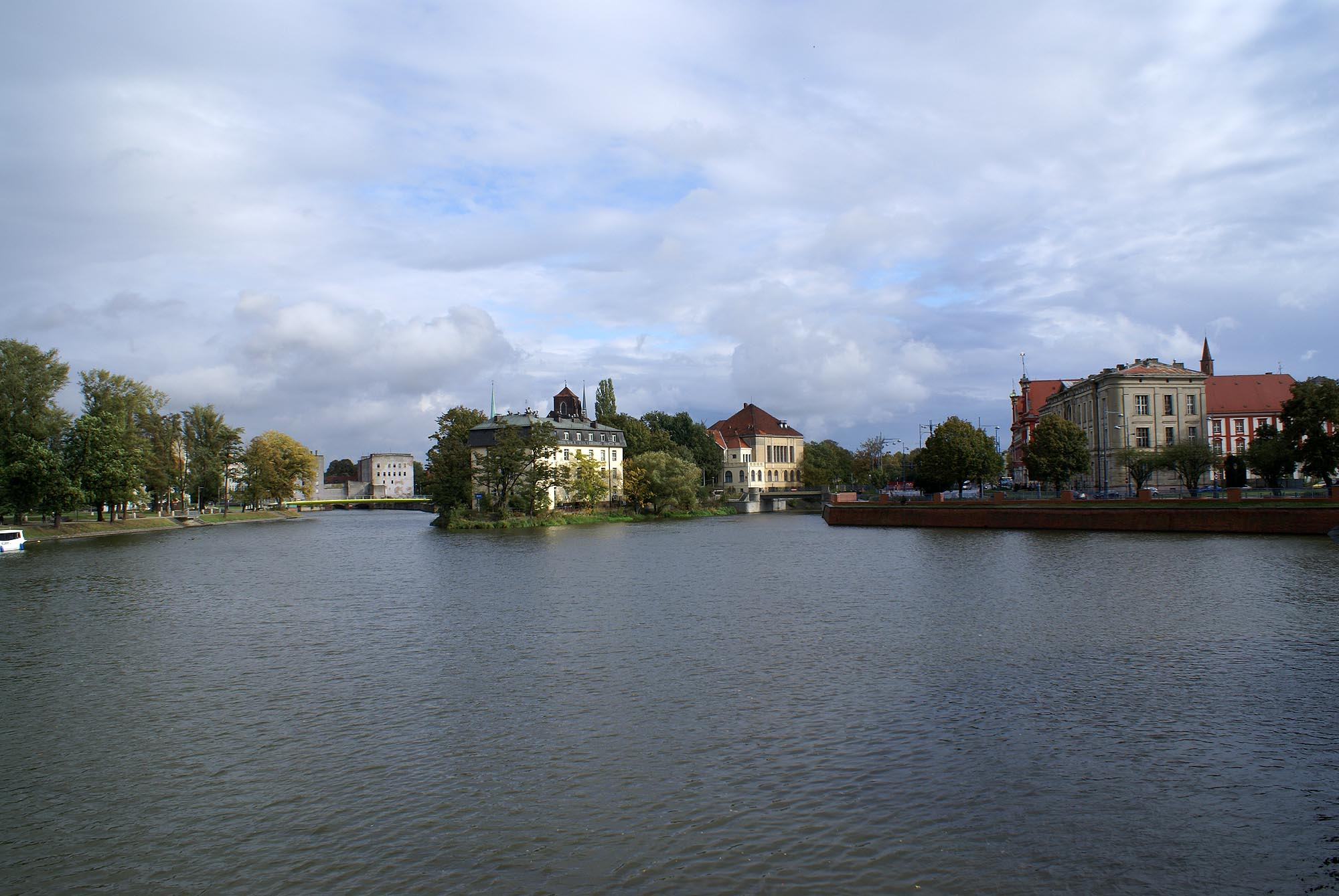
Odra Południowa i Kanał Jazu św. Macieja

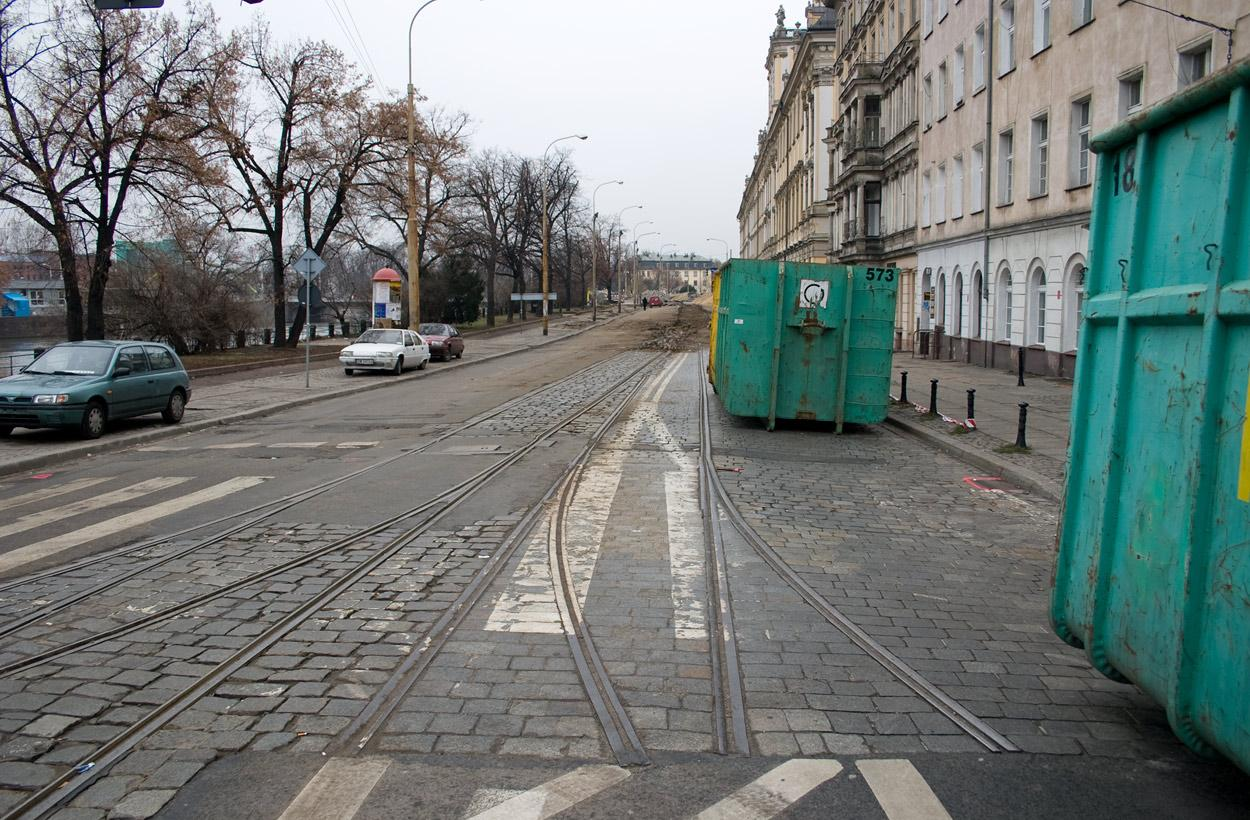
Przebudowa ul. Grodzkiej

Ulica Grodzka – ulica położona we Wrocławiu na Starym Mieście. Stanowi jedną z ważniejszych arterii tej części miasta. Łączy ulicę Nowy Świat z ulicą Piaskową. W południowej pierzei ulicy znajduje się między innymi Gmach Główny Uniwersytetu Wrocławskiego. Po stronie północnej przebiega jedno z ramion Odry, Odra Południowa, oraz Kanał Jazu Macieja i dalej kanał elektrowni wodnej, w ramach Śródmiejskiego Węzła Wodnego, a sama ulica łączy się z przerzuconymi tu nad korytem rzeki mostami.

## Historia
Teren, na którym obecnie przebiega ulica Grodzka, położony na lewym brzegu rzeki, stanowił obszar użytkowany gospodarczo, przy czym podzielony był na dwie różnorodne części. Jedna z nich obejmowała odcinek od rzeźni miejskiej do dawnego zamku. Urządzono na niej nabrzeże portowe, w ramach którego istniał tu skład drewna. Druga część obejmowała odcinek od zamku do Bramy Piaskowej. Tereny na tym odcinku stanowiły gospodarcze zaplecza klasztorów, w tym krzyżowców z czerwoną gwiazdą, klarysek, franciszkanów, a od 1530 roku norbertanów. W drugiej połowie XIII wieku na terenie wzdłuż murów miejskich zbudowano Zamek Cesarski.
Na wyspie Tamka istniały młyny wodne św. Macieja i drewniany most. Także po stronie miasta istniał mniejszy młyn, który w 1539 roku został rozbudowany o budynek ujęcia wody dla wodociągu miejskiego.
W XVI wieku wybudowano tu bastionowe fortyfikacje miejskie, a na przełomie XVI i XVII wieku wytyczono drogę forteczną biegnącą między dawnym murem, a nowym wałem. W murach okalających miasto na odcinku dzisiejszej ulicy Grodzkiej istniały bramy: Brama Odrzańska, Furta Młyńska, Furta Rybacka, Furta św. Macieja, Furta Garbarska. W XIV wieku rozpoczęto przebudowę fortyfikacji północnych, w ramach której w rejonie ulicy Grodzkiej, w 1577 roku powstał Bastion Zamkowy. W 1659 roku w miejscu Zamku Cesarskiego zbudowano Konwikt Jezuicki, obecnie Gmach Główny Uniwersytetu Wrocławskiego.
Droga ta istniała do zburzenia fortyfikacji, które było prowadzone od 1807 roku. Wschodnia część tego terenu została wykorzystana do utworzenia Promenady Staromiejskiej z wykorzystaniem bastionu zamkowego. Projekt z 1823 roku ukształtował kompleksowe założenie parkowo-urbanistyczne, a ramach niego sama promenada została na jego podstawie przedłużona od Mostu Piaskowego do Tamki z punktami widokowymi na wyspy śródmiejskie. Od 1825 roku zachodnia część drogi otrzymała nazwę Burgstrasse. Wschodnią część natomiast, łącznie w mostem i wyspą nazywano An der Matthiaskust.
W 1858 roku rozebrano furtę świętego Macieja, a w latach 1867–1879 rozebrano pozostałości bastionu zamkowego, co umożliwiło połączenie obu odcinków drogi w jedną ulicę, która w całości nosiła nawę Burgstrasse. W kolejnych latach ulica podlegała przekształceniom związanym z budową kolejnych mostów nad Odrą: św. Macieja w latach (1867-1880, przebudowa na most żelazny 1905-1907), Uniwersyteckiego (1869) i Pomorskiego (1905), oraz zmiany w obrębie węzła wodnego jak likwidacja młynów i budowa jazu św. Macieja oraz budowa w miejscu młyna przedniego nowej Elektrowni Wodnej Wrocław I (1924).
W 1966 roku ulica uzyskała połączenie od ulicy Kiełbaśniczej do ulicy Kazimierza Wielkiego poprzez ulicę Nowy Świat i od tego momentu pełni funkcję ważnej arterii komunikacyjnej dla Starego Miasta.
Od 2005 roku przeprowadzono przebudowę nadrzecznej promenady biegnącej po północnej stronie ulicy, łączącej się po stronie zachodniej z Promenadą Staromiejską, rozpoczynającą się współcześnie od Mostu Piaskowego. Przebudowano także całą ulicę Grodzką według projektu BBKS-Projekt. W ramach inwestycji powstał pierwszy we Wrocławiu nadwieszony nad rzeką chodnik, co umożliwiło poszerzenie samej ulicy .

## Nazwy
W swojej historii ulica nosiła nazwy:
- Burgstrasse, od 1825 roku do 1945 roku[1][2][30] (An der Matthiaskunst – odcinek wschodni łącznie z wyspą Tamka i mostem, do około 1858/1867–1879[1][22][23])
- Uniwersytecka, od 1945 roku do 1956 roku[1][2][3][30]
- Grodzka, od 1956 roku[1][2][3][30]

Pierwotna nazwa ulicy – Burgstrasse – pochodziła od dawnego grodu – piastowskiego zamku książęcego – stojącego w miejscu obecnego gmachu uniwersyteckiego, wzniesionego w II połowie XII wieku. Po wojnie ulica otrzymała nazwę nawiązującą do gmachu głównego Uniwersytetu Wrocławskiego – ulica Uniwersytecka. Oficjalnie nazwa ta została ogłoszona przez Zarząd Miejski w okólniku nr 33 z 15 maja 1946 roku. Współczesna nazwa została nadana tej ulicy uchwałą Rady Narodowej z 23 listopada 1956 roku nr 26/56, a dotychczasowa nazwa, mocą tej samej uchwały, została przypisana do ulicy biegnącej na południe od gmachu uniwersyteckiego, za placem Uniwersyteckim.

## Układ drogowy
Do ulicy przypisana jest droga gminna o długości 735 m, klasy zbiorczej. W ulicy na odcinku od Nowego Światu do Mostu Pomorskiego wbudowane jest torowisko tramwajowe – dwutorowe, a od Mostu Pomorskiego do ulicy Piaskowej – jednotorowe, z kierunkiem jazdy od ulicy Piaskowej w kierunku zachodnim do mostu Pomorskiego, przy czym torowiska te łączą się z torami biegnącymi przez ulice i mosty: ulica Piaskowa, Most Piaskowy, ulica Szewska, Most Uniwersytecki, Most Pomorski, ulica Nowy Świat. Pomiędzy Mostem Pomorskim a Uniwersyteckim położony jest przystanek i nosi on nazwę „Uniwersytet”.
Ulice, deptaki i mosty łączące się z ulicą Grodzką:
- skrzyżowanie – początek ulicy:
  - ulica Nowy Świat[1][13][35]
  - ulica Kiełbaśnicza[1][2][36][37]
  - most dojazdowy (zakładowy) należący do Elektrowni Wodnej Wrocław I[5]
- skrzyżowanie z sygnalizacją świetlną[38]:
  - ulica Odrzańska[13][39]
  - Most Pomorski południowy[1][26][40] do ulicy Pomorskiej[41]
- skrzyżowanie: ulica Więzienna[17][42]
- skrzyżowanie z sygnalizacją świetlną[43]:
  - Most Uniwersytecki południowy[1][24][44] do ulicy Księcia Witolda[45] i Bolesława Drobnera[46]
  - Brama Cesarska (Plac Uniwersytecki)[7][47]
- skrzyżowanie: ulica Hrabiego Aleksandra Fredry[48]
- skrzyżowanie z sygnalizacją świetlną[49]
  - ulica Szewska[50][51]
  - Most św. Macieja (Tamka)[1][10][25][52]
- deptak: Zaułek Ossolińskich[53]
- deptak: Skwer Niezależnego Zrzeszenia Studentów[54]
- skrzyżowanie z sygnalizacją świetlną[55] – koniec ulicy:
  - ulica Piaskowa[1][56]
  - ulica Świętego Ducha[57]
  - deptak: Promenada Staromiejska[21] – Bulwar Xawerego Dunikowskiego
  - Most Piaskowy[56][58][59], do ulicy Świętej Jadwigi[60]

Przy ulicy Grodzkiej na odcinku od Mostu Piaskowego do Mostu Świętego Macieja powstał nadwieszony nad rzeką chodnik. Ma on 191 m długości i położony jest maksymalnie 3 metry nad lustrem wody. Konstrukcję wykonano jako żelbetowy wspornik stanowiący płytę grubości 25 cm, dzięki czemu uniknięto wykonywania pali i słupów podporowych, które zasłaniałyby zabytkowy mur nabrzeżny zachowany pod wspornikiem. Do jej wykonania użyto około 82 ton stali i 900 m³ betonu .
Wzdłuż tej ulicy wytyczono drogi rowerowe, częściowo wyodrębnione, a częściowo prowadzone jako drogi rowerowo-piesze lub łączniki drogowe.
Niejednoznaczne jest przypisanie do ulicy Grodzkiej odcinka drogi pomiędzy ulicą Kiełbaśniczą a Odrzańską i Mostami Pomorskimi, równoległego do nieistniejącego odcinka ulicy Garbary:
- ZDiUM w udostępnianym zestawieniu ulic przypisuje ten docinek do ulicy Grodzkiej[3][36]
- adresy budynków pierzei południowej oraz tabliczki ulicy na budynkach określają tę zabudowę jako przypisaną do ulicy Garbary[62][63][64]
- wiele planów miast oraz map internetowych, a także niektóre dokumenty np. w miejscowym planie zagospodarowania przestrzennego dla tego obszaru, przypisują ten odcinek do ulicy Nowy Świat[65] [66] [67].

Postuluje się odtworzenie nieistniejącego odcinka ulicy Garbary w formie ciągu pieszego zaznaczonego w posadzce poprzez wykonanie jej z materiału kamiennego.

## Zabudowa i zagospodarowanie
Ulica Grodzka biegnie w kierunku zbliżonym do równoleżnikowego, częściowo po łuku, wzdłuż prawego brzegu rzeki Odra, jej ramienia – Odra Południowa, będąca odcinkiem Odry Głównej – oraz kanałów: jazu św. Macieja i elektrowni wodnej w ramach Śródmiejskiego Węzła Wodnego. Z takiego położenia ulicy wynika fakt, że cała zabudowa przy ulicy znajduje się w pierzei południowej tej ulicy, natomiast po stronie północnej urządzono nadbrzeżny bulwar z punktami widokowymi na rzekę i śródmiejskie wyspy, a sama ulica łączy się w kilkoma mostami przerzuconymi nad nurtem rzeki.

### Pierzeja południowa
Zabudowa południowej pierzei obejmuje:
- na odcinku od ulicy Kiełbaśniczej do Odrzańskiej zabudowę ciągłą kamienicami, których adresy przypisane są od ulicy Garbary, numery od 1 do 5, odcinek samej ulicy na zachód od Odrzańskiej jednak nie istnieje[62][69], część tej pierzei tworzą także budynki przypisane do ulicy Odrzańskiej[62]
- na odcinku od ulicy Odrzańskiej do Więziennej znajduje się również zabudowa pierzejowa o adresach przypisanych do ulicy Grodzkiej od numeru 4 do 7[62]
- na odcinku od ulicy Więziennej do ulicy Aleksandra Fredry, położony jest Gmach Główny Uniwersytetu Wrocławskiego[4][62], a na końcu teren niezabudowany za którym na posesji w głębi znajduje się kościół uniwersytecki pw. Najświętszego Imienia Jezus przy placu Uniwersyteckim[62][63][70]
- na odcinku od ulicy Fredry do Szewskiej pierzeję tworzy budynek, w którym niegdyś mieścił się Wydział Farmacji Uniwersytetu Wrocławskiego przy ulicy Grodzkiej 9[62][63]
- na odcinku od ulicy Szewskiej do Piaskowej znajduje się budynek przy ulicy Grodzkiej 10 należący do kompleksu zabudowy dawnego klasztoru Szpitalników z Czerwona Gwiazdą, a obecnie Zakładu Narodowego im. Ossolińskich[d][62][63], dalej budynki Grodzka 11 w kompleksie klasztoru urszulanek i 12 w kompleksie dawnego klasztoru franciszkanów a obecnie budynki Wydziału Filologicznego Uniwersytetu Wrocławskiego oraz skwer Niezależnego Zrzeszenia Studentów[54][62].

### Przystanie
Przy ulicy Grodzkiej urządzono następujące przystanie na Odrze :
- Przystań Turystyczna, przy Moście Piaskowym
- Przystań Piaskowa, przy Moście Piaskowym
- Przystani Pod Śliwką, na odcinku pomiędzy Mostem Uniwersyteckim, a Tamką.

## Ochrona i zabytki
Obszar, na którym położona jest ulica Grodzka podlega ochronie w ramach zespołu urbanistycznego Starego Miasta z XIII-XIX wieku, wpisanego do rejestru zabytków pod nr rej.: 196 z 15 lutego 1962 oraz A/1580/212 z 12 maja 1967. Inną formą ochrony tych obszarów jest ustanowienie historycznego centrum miasta, w nieco szerszym obszarowo zakresie niż wyżej wskazany zespół urbanistyczny, jako pomnik historii  . Samo miasto włączyło ten obszar jako cenny i wymagający ochrony do Parku Kulturowego „Stare Miasto”, który zakłada ochronę krajobrazu kulturowego oraz uporządkowanie, zachowanie i właściwe kształtowanie krajobrazu kulturowego i historycznego charakteru najstarszej części miasta . Ochronę narzucają także miejscowe plany zagospodarowania przestrzennego. Sytuowanie nowej zabudowy może być dokonywane wyłącznie po sporządzania planów szczegółowej rewaloryzacji oraz wykonanie szczegółowych badań i wytycznych historyczno-architektonicznych. Ochronie podlegają także osie i panoramy widokowe na wyspy odrzańskie, a także na liczne elementy architektoniczne południowej pierzei ulicy Grodzkiej.
Przy ulicy i w najbliższym sąsiedztwie znajdują się następujące zabytki:
| obiekt | powstanie | nr rej. | foto |
| --- | --- | --- | ---- |
| Strona północna | | |      |
| Zespół budowlany Elektrowni Wodnej Południowej, ul. Nowy Świat 46 - Hala maszynowni z przybudówką od strony dolnej wody w zespole budowlanym Elektrowni Wodnej Południowej - Rozdzielnia w zespole budowlanym Elektrowni Wodnej Południowej - Most dojazdowy w zespole budowlanym Elektrowni Wodnej Południowej - Ogrodzenie ze stalową bramą w zespole budowlanym Elektrowni Wodnej Południowej | lata 1922–1924 (proj. M. Berg, L. Moshamer), lata 2014–2015 (remont, przebudowa) (1922-24)                                                                                        | A/1473/524/Wm z dn. 10.08.1993 |      |
| Most Pomorski Południowy Strażnica celna zachodnia Strażnica celna wschodnia | lata 1904–1905 | A/2496/342/Wm z dn. 15.10.1976 |      |
| Most Uniwersytecki południowy | lata 1933–1934, 1947 i 1992 (remonty konstrukcji), 2006 (remont nawierzchni) | gez, mpzp |      |
| Most św. Macieja | lata 1905–1907 (w miejscu drewn. z 1880 r.), 1967 (nowy z zachowaniem granitowych przyczółków), 2007 (remont z nabrzeżami)                                                        | gez, mpzp |      |
| Jaz kozłowo-iglicowy w zespole Piaskowego Stopnia Wodnego Odry Północnej (Jaz św. Macieja) | 1876 | gez, mpzp |      |
| Most Piaskowy | 1861, remont 2008 | A/1649/330/Wm z dn. 15.10.1976 |      |
| Promenada Staromiejska | po 1807, proj. 1813 (J.F. Knorr) | gez, mpzp |      |
| Strona południowa | | |      |
| Kamienica, ul. Garbary 1 | ok. 1870, ok. 1970, ok. 2000 | gez, mpzp |      |
| Kamienica, obecnie pracownie architektoniczne, ul. Garbary 2 | ok. 1870, ok. 1970, ok. 2000 | gez, mpzp |      |
| Kamienica, ul. Garbary 3-4 | ok. 1860, ok. 1970 | gez, mpzp |      |
| Kamienica, obecnie budynek biurowo-usługowy (pub, restauracja), ul. Garbary 5 | ok. 1870, ok. 1970, ok. 2000 | gez, mpzp |      |
| Kamienica, obecnie budynek mieszkalny z usługowym parterem, ul. Odrzańska 20 | ok. 1880 | gez, mpzp |      |
| Kamienica, obecnie budynek mieszkalny z usługowym parterem, ul. Odrzańska 21 | ok. 1870 | gez, mpzp |      |
| Kamienica, obecnie budynek mieszkalny z usługowym parterem, ul. Odrzańska 18/19 | ok. 1880 | gez, mpzp |      |
| Kamienica, obecnie budynek mieszkalny z usługowym parterem, ul. Grodzka 4 | ok. 1880 | gez, mpzp |      |
| Kamienica, obecnie budynek mieszkalny z usługowym parterem, ul. Grodzka 5 | ok. 1880, 2008 | gez, mpzp |      |
| Kamienica, obecnie budynek mieszkalny z usługowym parterem, ul. Grodzka 6 | ok. 1880, 2008 | gez, mpzp |      |
| Kamienica, obecnie budynek mieszkalny z usługowym parterem, ul. Grodzka 7 | ok. 1880 | gez, mpzp |      |
| Gmach główny Uniwersytetu Wrocławskiego, pl. Uniwersytecki 1 | lata 1728–1739 (proj. 1726 r.), lata 1926–1928 (odbudowa), 1945 (odbudowa) (1726-32, XX)                                                                                          | 35 z 29.03.1949 oraz A/2903/163 z dn. 15.02.1962 |      |
| Kościół pw. Najświętszego Imienia Jezus (uniwersytecki), pl. Uniwersytecki 1a | l. 1689-1700 (na zrębach zamku cesarskiego) (1689-98) | 9 z 26.11.1947 oraz A/290/85 z 6.02.1962 |      |
| budynek wydziału farmacji Uniwersytetu Wrocławskiego – obecnie nieużywany, ul. Grodzka 9 | 1866 | gez, mpzp |      |
| Zakład Narodowy im. Ossolińskich „Ossolineum”, ul. Szewska 37 | lata 1676–1715 (proj. J. Baptiste Mathey (Mathieu)), po 1949, 2002 (remont) (1675–1715)                                                                                           | zespół klasztorny szpitalników z Czerwoną Gwiazdą, ul. Szewska – pl. Nankiera: - kościół pw. św. Macieja, nr rej.: 23 z 28.11.1947 oraz A/3149/83 z 6.02.1962 - budynek oratorium, obecnie Duszpasterstwo Akademickie, nr rej.: A/746 z 5.04.2006 - klasztor, obecnie Ossolineum, nr rej.: 45 z 29.11.1949, oraz A/3134/159 z 15.02.1962 |      |
| Fragment muru obronnego, ob. fragment elewacji i ogrodzenia Biblioteki Zakładu im. Ossolińskich, ul. Grodzka 11 | XIII w., XX w. (XIII w.) | A/5292/196 z dn. 30.12.1970 |      |
| Klasztor Klarysek św. Klary, od 1810 – klasztor Urszulanek, Zespół Szkół Urszulańskich, pl. Biskupa Nankiera 16 | lata 1257–1260, XIV w., lata 1689–1702, ok. 1820-1847, 1866, 1902, remonty: 1857–1858, 1888, lata 60.–70. XX w., 1997, lata 2002–2003 (XIII – XVII, po 1945)                      | nr rej. 22 z 28.11.1947, oraz - kościół z kaplicą św. Jadwigi, nr rej.: A/3142/110 z 14.02.1962 - klasztor, nr rej.: A/3141/111 z 14.02.1962 |      |
| budynek Wydziału Filologicznego Uniwersytetu Wrocławskiego, poprz. Wyższy Sąd Krajowy, ul. Grodzka 12 | 1912 | gez, mpzp |      |
| budynek Instytutu Filologii Romańskiej Uniwersytetu Wrocławskiego, poprz. Klasztor franciszkanów, od 1530 r. norbertanów, po 1810 – Wyższy Sąd Krajowy, pl. Biskupa Nankiera 15b | poł. XIII w., 2 poł. XIII w., pocz. XVII w. (przebudowa), lata 1682–1695, pocz. XX w., 1929 (renowacja), po 1945, 2009 (renowacja i remont) (1232, XIV, XVII – XVIII w., po 1945) | zespół klasztorny premonstrantów: - kościół pw. św.św. Jakuba i Wincentego, nr rej.: A/5354/8 z 26.11.1947 oraz A/3144/110 (dec.108) z 14.02.1962 - klasztor, nr rej.: 32 z 28.11.1947 oraz A/3143/109 z 14.02.1962 |      |
| Hala Targowa, ul. Piaskowa 17 | lata 1906–1908 (proj. R. Plüdemann, F. Friese, H. Küster) (1908) | A/2659/401/Wm z dn. 13.04.1979 |      |

## Wrocławskie krasnale

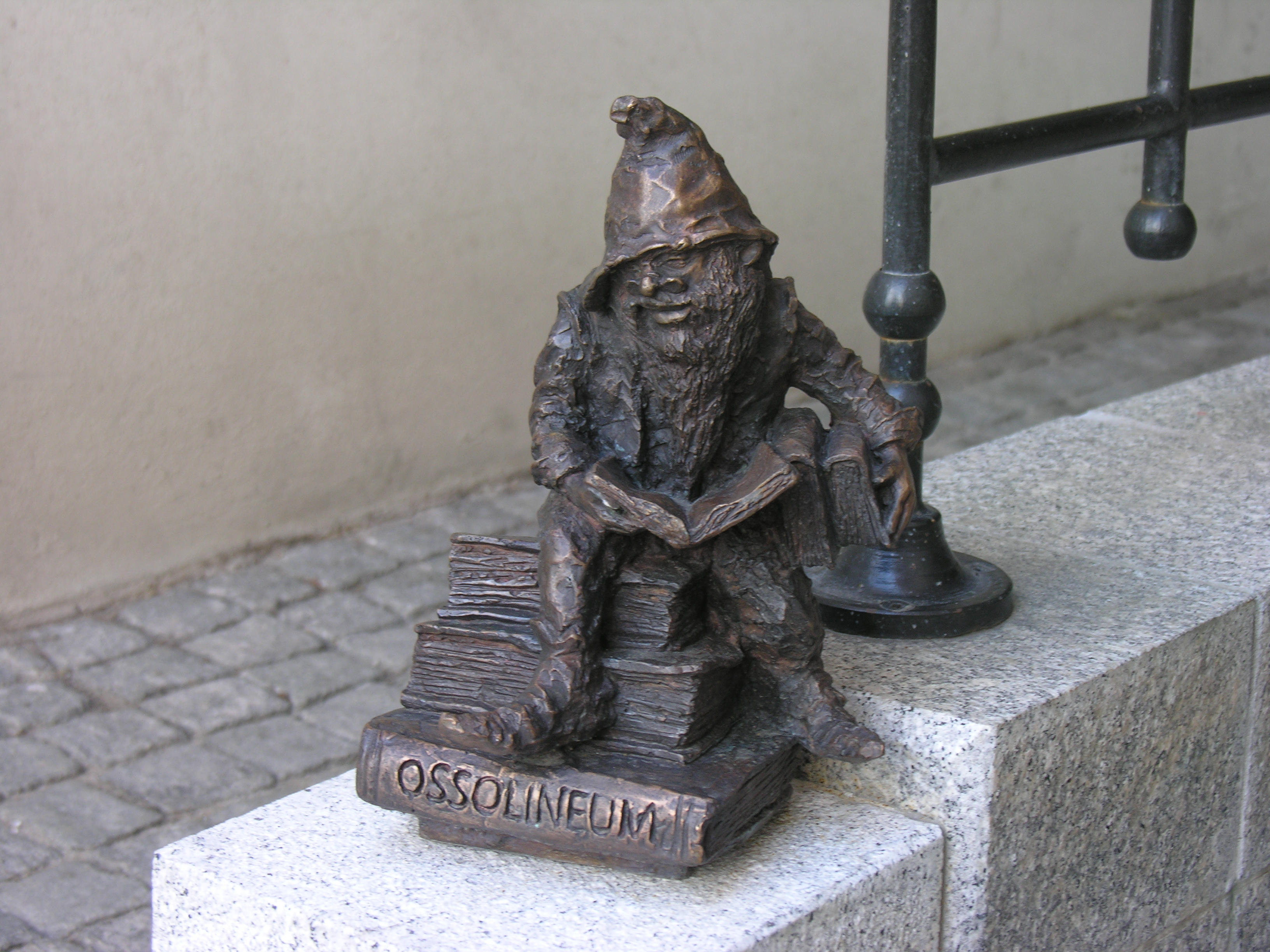
Krasnal „Ossolinek”.

Przy ulicy Grodzkiej zamontowano figurkę wrocławskiego krasnala „Ossolinek”. Figurka znajduje się przy Zaułku Ossolińskich. Tę figurkę łączy się z opieką nad zbiorami Zakładu Narodowego im. Ossolińskich. Krasnalowi temu symbolicznie przypisuje się miłość do książek i pasję zdobywania wiedzy, oraz umiejętność władania kilkoma językami, w tym łaciną, greką i starokrasnoludzkim.

## Iluminacje

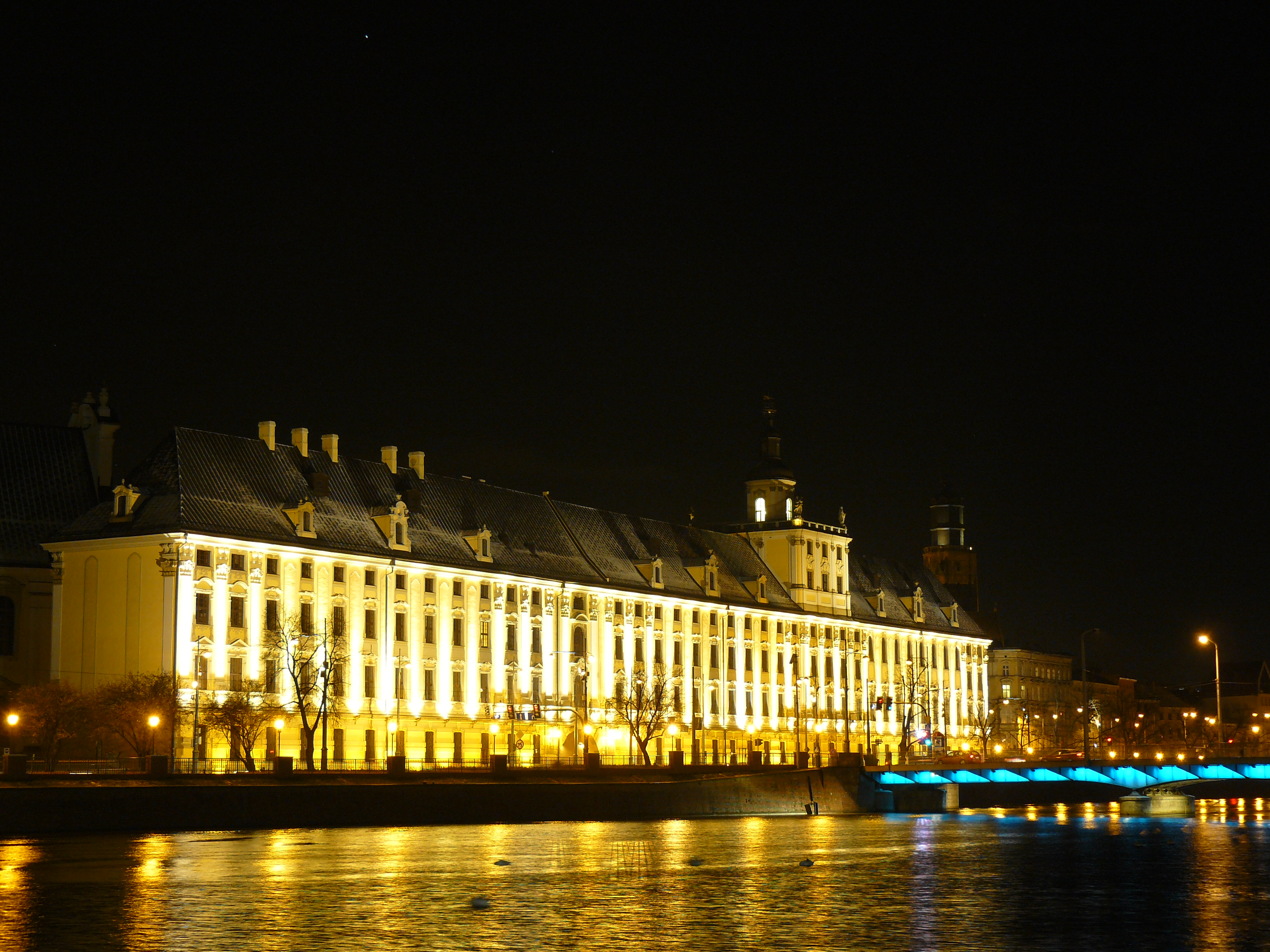
Iluminacja mostu i gmachu uniwersyteckiego.

Obiekty z iluminacją miejską, zgodnie z wymogami miejscowego planu zagospodarowania przestrzennego:
- Gmach główny Uniwersytetu Wrocławskiego[117]
- Budynek Ossolineum[118]
- Budynek Wydziału Filologicznego Uniwersytetu Wrocławskiego[119]
- Mur nabrzeża Odry[120]
- Mosty Uniwersyteckie[121]
- Most Św. Macieja, nabrzeże rzeki Odry, Wyspa Tamka[122].